# Polypodium kamelinii
Polypodium kamelinii är en stensöteväxtart som beskrevs av Shmakov. Polypodium kamelinii ingår i släktet Polypodium och familjen Polypodiaceae. Inga underarter finns listade.